# Arquebisbat de Poitiers

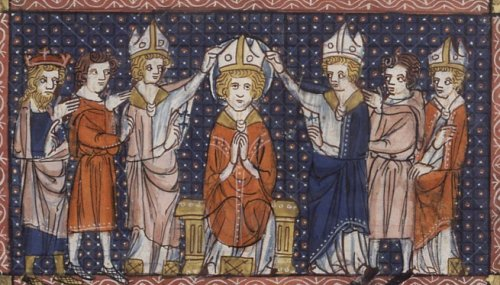
Representació iconogràfica d'Sant Hilari en un manuscrit del.

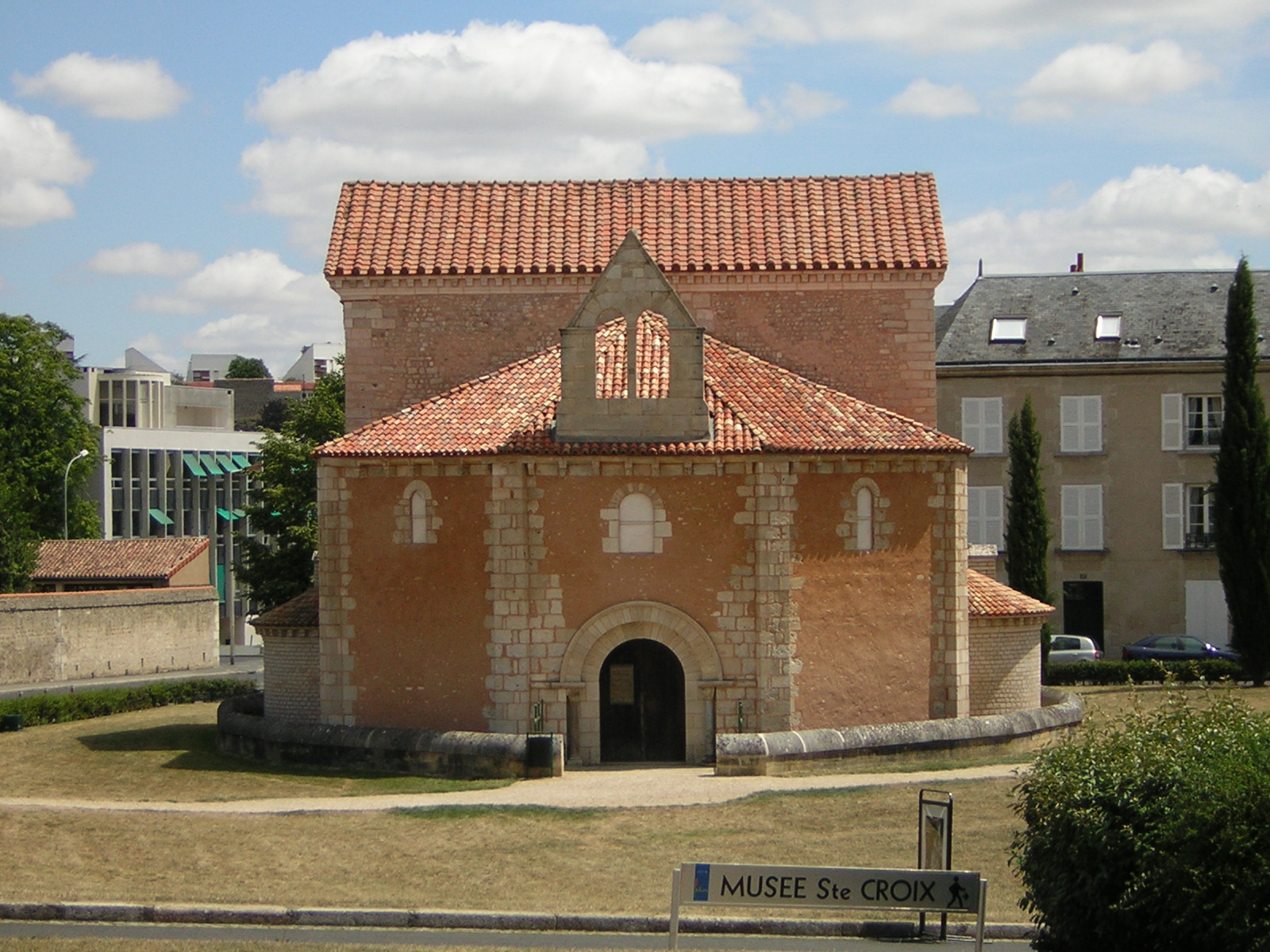
El baptisteri de Sant Joan, a la paer més antiga.

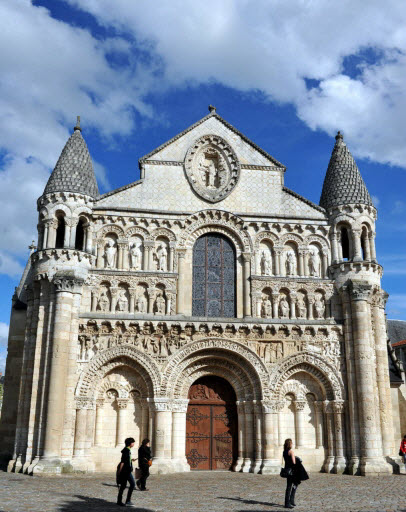
L'església Notre-Dame la Grande, mencionada per primera vegada al.

L'arquebisbat de Poitiers (francès: Archidiocèse de Poitiers, llatí: Archidioecesis Pictaviensis) és una seu metropolitana de l'Església Catòlica a França. Al 2016 tenia 652.731 batejats sobre una població de 801.601 habitants. Actualment està regida per l'arquebisbe Pascal Jean Marcel Wintzer.

## Territori
La diòcesi comprèn el departament francès de Viena i de Deux-Sèvres.
La seu arxiepiscopal és la ciutat de Poitiers, on es troba la catedral de Sant Pere.
El territori s'estén sobre 12.989 km², i està dividit en 600 parròquies.

### Província eclesiàstica
La província eclesiàstica de Poitiers, instituïda el 2002, comprèn les següents sufragànies:
- Angulema
- La Rochelle
- Llemotges
- Tulle

## Història
La diòcesi està certificada des de mitjans del segle iv, sufragània de l'arxidiòcesi de Bordeus, la seu metropolitana de la província romana de l'Aquitània segona.
El primer bisbe històricament documentat és sant Hilari, que ocupava la seu de Poitiers, uns anys abans del concili de Béziers (356), en el qual, per no haver-se plegat a les idees arrianes de l'emperador, va ser exiliat a Frígia. Allà va ser capaç de participar en el concili de Seleucia a Isàuria (359); a l'any següent va tornar a la Gàl·lia i va morir al voltant del 367 o 368. El 312 va establir-se una escola al costat de la catedral, en el qual va estudiar el mateix Hilari i al segle vi sant Venanci Fortunat, bisbe de Poitiers i famós autor eclesiàstic.
Originalment, la diòcesi era molt gran i arribava a l'oceà Atlàntic. En els segles IX i x, les invasions dels bretons i els atacs dels comtes d'Anjou van portar a la venda forçada de parts del seu territori a la diòcesi de Nantes i a la diòcesi d'Angers, respectivament.
Poc després de meitat del segle xii es va iniciar la construcció de la catedral actual, gràcies al suport d'Elionor d'Aquitània i el seu marit, Enric II d'Anglaterra. Va ser consagrat el 17 d'octubre de 1379.
El 13 d'agost de 1317, amb una butlla de Joan XXII, es va restar de Poitiers la part central-occidental de la diòcesi amb la qual el papa va erigir les diòcesis de Luçon i Maillezais. Aquestes decisions van prendre de la diòcesi tres arxiprestats i 7 decanats, que incloïen 456 parròquies, 16 abadies i 218 priorats.
Carles VII va instituir la Universitat de Poitiers, en oposició a la de París, que s'havia aliat amb Enric VI. El 28 de maig de 1431, el papa Eugeni IV va aprovar la universitat mitjançant una butlla papal.
El 15 d'abril de 1583, el bisbe Geoffroy de Saint-Belin va adoptar el ritu romà al llarg de la diòcesi.
El 29 de novembre de 1801, arran del concordat, els límits de la diòcesi van ser modificats substancialment per fer-los coincidir amb els departaments de Viena i Deux-Sèvres. Va cedir 130 parròquies a les diòcesis circumdants, però al mateix temps va incorporar 93 parròquies restants de la diòcesi de La Rochelle i 35 que havien pertangut a la diòcesi suprimida de Saintes.
L'1 de setembre de 1974, la parròquia de Puy-Saint-Bonnet, que havia format part del departament de Maine i Loira des de l'1 de setembre de 1973, va ser cedida a la diòcesi d'Angers.
El 8 de desembre de 2002, després de la reorganització de les circumscripcions eclesiàstiques franceses, Poitiers va ser elevat al rang d'arxidiòcesi metropolitana.

## Cronologia episcopal
Hi ha diversos manuscrits que mostren el catàleg dels bisbes de Poitiers. Quatre d'elles es remunten al segle xiii i, segons Duchesne, «són documents històrics importants, ja que representen la tradició reconeguda al segle xii, a l'Església de Poitiers, sobre la successió dels bisbes d'aquesta seu». A partir del segle vi, el catàleg està àmpliament confirmat per documents i proves històriques; no hi ha certesa sobre els noms abans d'aquest període, ja que a partir dels 23 bisbes esmentats, només sant Hilari està documentat històricament.
- Sant'Hilari de Poitiers † (vers 350 - 13 de gener de 367 o 368 mort)
- Pascenzio I †[5]
- Quinziano †
- San Gelasio †
- Sant'Antemio †
- San Massenzio †[6]
- Perenne †
- Migezio †
- Lupicino I †
- Pelagio †
- Lupicino II †
- Lupicino III †
- Esico I †
- Esico II †
- Antonio †
- Adelfio † (abans del 511 - després del 533)
- Elapsio †
- Daniele † (citat el 541)
- San Pienzio † (abans del 544 vers - vers 561)
- San Pascenzio † (a l'època del rei Caribert)
- Maroveo † (abans del 585 - després del 590
- Platone † (vers 591/593 - vers 599 mort)
- San Venanci Fortunat † (599 - vers 607 mort)
- Caregisilo †
- Ennoaldo † (citat el 614)
- Giovanni I † (citat el 627)[7]
- Didone † (vers 628 o 629 - després del 669)
- Ansoaldo † (abans del 677 - després del 696 o 697)
- Eparchio †
- San Massimino †
- Gauberto †[8]
- Godone de Rochechouart † (citat el 757)[9]
- Magniberto †
- Bertaldo †[10]
- Benedetto †
- Giovanni II †[11]
- Bertrando I † (citat el 785 aproximadament)
- Sigebrand † (abans del 818 - després de novembre de 830)
- Fridebert ? † (citat ell'834)[12]
- Ébroïn † (abans del 838 - 18 d'abril de dopo l'848 mort)[13]
- Engenold † (abans del 860 – després del 871)
- Frotier I ? †[14]
- Hecfroi † (abans del 878 - 900 mort)
- Frotier II † (abans del 905 - després del 936)
- Alboin † (937 - 962 mort)
- Pierre I † (vers 963 - 975 mort)
- Gislebert I † (975 - després del 1018)
- Isembert I † (1021 - vers 1047 mort)
- Isembert II † (1047 - 1086 mort)
- San Pietro II † (1087 - 4 d'abril de 1115 mort)
- Guillaume Gilbert † (1117 - 1123 mort)
- Guillaume Adelelme † (1124 - 6 d'octubre de 1140 mort)
- Grimoard † (1140 - d'octubre de 1140 mort)
- Gislebert II † (1142 - 4 de setembre de 1154 mort)
- Calo † (1155 - 4 de novembre de 1157 mort)
- Laurent † (abans del 26 de març de 1159 - 28 de març de 1161 mort)
- Jean aux Belles-Mains † (1162 - 1181 nomenat arquebisbe de Lió)
- San Guglielmo Tempier † (abans del 1184 - 29 de març de 1197 mort)
- Adémar du Peirat † (1197 o 1198 - 1198 mort)
- Maurice de Blazon † (21 de desembre de 1198 - vers 1214 mort)
- Guillaume Prévost † (1217 - 1224 o 1225 mort)
- Philippe Balleos † (1226 - després del 1234)[15]
- Jean de Melun † (vers 1235 - 11 de setembre de 1257 mort)
- Hugues de Châteauroux † (abans del 1259 - 14 d'octubre de 1271 mort)
  - Sede vacante (1271-1279)
- Beato Gauthier de Bruges, O.F.M. † (4 de desembre de 1279 - 1306 renuncià)
- Arnaud d'Aux † (4 de novembre de 1306 - 23 de desembre de 1312 nomenat bisbe d'Albano)
- Fort d'Aux † (29 de març de 1314 - 8 de març de 1357 mort)
- Jean de Lieux † (27 de novembre de 1357 - agost de 1362 mort)
- Raymond † (19 de desembre de 1362 - ?)
- Aimery de Mons † (abans del 4 de juny de 1363 - 3 de març de 1370 mort)
- Guy de Malesec † (9 d'abril de 1371 - 20 de desembre de 1375 renuncià)
- Bertrand de Maumont † (9 de gener de 1376 - 12 d'agost de 1385 mort)
- Simon de Cramaud † (24 de novembre de 1385 - 17 de març de 1391 nomenat antipatriarca d'Alexandria)
- Louis d'Orléans † (17 de març de 1391 - 2 d'abril de 1395 nomenat bisbe de Beauvais)
- Ythier de Martreuil † (2 d'abril de 1395 - 1403 mort)
- Gérard de Montaigu † (27 de setembre de 1403 - 24 de juliol de 1409 nomenat bisbe de París)
- Pierre Trousseau † (11 de setembre de 1409 - 14 d'abril de 1413 nomenat arquebisbe de Reims)	
  - Simon de Cramaud † (14 d'abril de 1413 - 15 de desembre de 1422 mort) (administrador apostòlic, per segona vegada)
  - Louis de Bar † (3 de març de 1423 - 14 de febrer de 1424 renuncià) (administrador apostòlic)
- Hugues de Combarel † (14 de febrer de 1424 - després del 1438)
- Guillaume Gouge de Charpaignes † (15 de desembre de 1441 - després del 1445)
- Jacques Jouvenel des Ursins † (3 de març de 1449 - 12 de març de 1457 mort)
- Léon Guérinet † (1457 - 15 d'abril de 1462 nomenat bisbe de Fréjus)
- Jean du Bellay † (15 d'abril de 1462 - 3 de setembre de 1479 mort)
- Guillaume de Clugny † (26 d'octubre de 1479 - 1480 mort)
- Pierre d'Amboise, O.S.B. † (21 de novembre de 1481 - 1 de setembre de 1505 mort)
  - Jean-François de La Trémoïlle † (5 de desembre de 1505 - 19 de juny de 1507 mort) (administrador apostòlic)
- Claude de Husson † (10 de setembre de 1507 - 1521 mort)
- Louis de Husson † (23 d'agost de 1521 - 1532 renuncià)
- Gabriel de Gramont † (13 de gener de 1532 - 26 de març de 1534 mort)
  - Claude de Longwy de Givry † (29 d'abril de 1534 - 30 de gener de 1551 renuncià) (administrador apostòlic)
- Jean d'Amoncourt † (30 de gener de 1551 - ?)
- Charles Pérusse des Cars † (13 de març de 1560 - 1569 nomenat bisbe de Langres)
- Jean du Fay, O.S.B. † (3 de març de 1572 - 5 de novembre de 1578 mort)
- Geoffroy de Saint-Belin, O.Cist. † (27 de març de 1577 - 21 de novembre de 1611 mort)
- Henri-Louis Chasteigner de La Roche-Posay † (19 de març de 1612 - 30 de juliol de 1651 mort)
  - Antonio Barberini † (16 d'agost de 1653 - 27 de juny de 1657 nomenat arquebisbe de Reims) (il·legítim)
- Gilbert Clérembault de Palluau † (1 d'abril de 1658 - 4 de gener de 1680 mort)
- Hardouin Fortin de la Hoguette † (15 de juliol de 1680 - 21 de gener de 1692 nomenat arquebisbe de Sens)
- François-Ignace de Baglion du Saillant † (23 de novembre de 1693 - 26 de gener de 1698 mort)
- Antoine Girard de La Bornat (La Bournat) † (15 de setembre de 1698 - 8 de març de 1702 mort)
- Jean-Claude de La Poype de Vertrieu † (25 de setembre de 1702 - 3 de febrer de 1732 mort)
- Jérôme-Louis de Foudras de Courcenay † (3 de febrer de 1732 - 13 d'agost de 1748 mort)
- Jean-Louis de La Marthonie de Caussade † (21 d'abril de 1749 - 12 de març de] 1759 renuncià)[16]
- Martial-Louis de Beaupoil de Saint-Aulaire † (9 d'abril de 1759 - 1798 mort)
  - Sede vacante (1798-1802)
- Luc-Jean-Baptiste Bailly † (19 d'octubre de 1802 - 8 d'abril de 1804 mort)
- Dominique-Georges-Frédéric Dufour de Pradt † (1 de febrer de 1805 - 27 de març de 1809 nomenat arquebisbe de Malines)
  - Sede vacante (1809-1817)
- Jean-Baptiste de Bouillé † (1 d'octubre de 1817 - 14 de gener de 1842 mort)
- André-Joseph Guitton † (23 de maig de 1842 - 7 de maig de 1849 mort)
- Louis-Edouard-François-Desiré Pie † (28 de setembre de 1849 - 18 de maig de 1880 mort)
- Jacques-Edne-Henri-Philadelphe Bellot des Minières † (13 de desembre de 1880 - 15 de març de 1888 mort)
- André-Hubert Juteau † (14 de febrer de 1889 - 25 de novembre de 1893 mort)
- Henri Pelgé † (18 de maig de 1894 - 31 de maig de 1911 mort)
- Louis Humbrecht † (1 de setembre de 1911 - 14 de setembre de 1918 nomenat arquebisbe de Besançon)
- Marie-Augustin-Olivier de Durfort de Civbac de Lorge † (3 de setembre de 1918 - 22 de desembre de 1932 renuncià)
- Edouard-Gabriel Mesguen † (7 de desembre de 1933 - 4 d'agost de 1956 mort)
- Henri-Louis-Toussaint Vion † (4 d'agost de 1956 - 5 de juliol de 1975 renuncià)
- Joseph Jean Marie Rozier † (5 de juliol de 1975 - 12 de juny de 1994 mort)
- Albert Jean-Marie Rouet (12 de juny de 1994 - 12 de febrer de 2011 jubilat)
- Pascal Jean Marcel Wintzer, des del 13 de gener de 2012

## Estadístiques
A finals del 2016, la diòcesi tenia 652.731 batejats sobre una població de 801.601 persones, equivalent al 81,4% del total.
| any  | població | població | població | sacerdots | sacerdots       | sacerdots       | sacerdots             | diaques | religiosos | religiosos | parròquies |
| ---- | -------- | -------- | -------- | --------- | --------------- | --------------- | --------------------- | ------- | ---------- | ---------- | ---------- |
| any  | batejats | total    | %        | total     | clergat secular | clergat regular | batejats por sacerdot | diaques | homes      | dones      |            |
| 1950 | 580.000  | 613.487  | 94,5     | 792       | 666             | 126             | 732                   |         | 152        | 1.703      | 643        |
| 1970 | 632.000  | 666.718  | 94,8     | 729       | 606             | 123             | 866                   |         | 168        | 1.105      | 605        |
| 1980 | 665.000  | 698.000  | 95,3     | 543       | 456             | 87              | 1.224                 | 2       | 129        | 851        | 604        |
| 1990 | 693.000  | 716.000  | 96,8     | 437       | 379             | 58              | 1.585                 | 20      | 117        | 1.015      | 604        |
| 1999 | 672.610  | 725.942  | 92,7     | 314       | 300             | 14              | 2.142                 | 25      | 47         | 699        | 604        |
| 2000 | 670.000  | 744.342  | 90,0     | 306       | 294             | 12              | 2.189                 | 26      | 27         | 674        | 604        |
| 2001 | 669.000  | 743.416  | 90,0     | 303       | 290             | 13              | 2.207                 | 26      | 44         | 665        | 604        |
| 2002 | 669.000  | 743.411  | 90,0     | 291       | 279             | 12              | 2.298                 | 27      | 45         | 595        | 604        |
| 2003 | 670.000  | 743.417  | 90,1     | 277       | 268             | 9               | 2.418                 | 30      | 39         | 558        | 604        |
| 2004 | 670.000  | 743.417  | 90,1     | 297       | 261             | 36              | 2.255                 | 33      | 53         | 535        | 604        |
| 2013 | 670.000  | 790.900  | 84,7     | 223       | 198             | 25              | 3.004                 | 39      | 47         | 379        | 604        |
| 2016 | 652.731  | 801.601  | 81,4     | 181       | 171             | 10              | 3.606                 | 44      | 36         | 352        | 600        |